# Embassament de Barrios de Luna

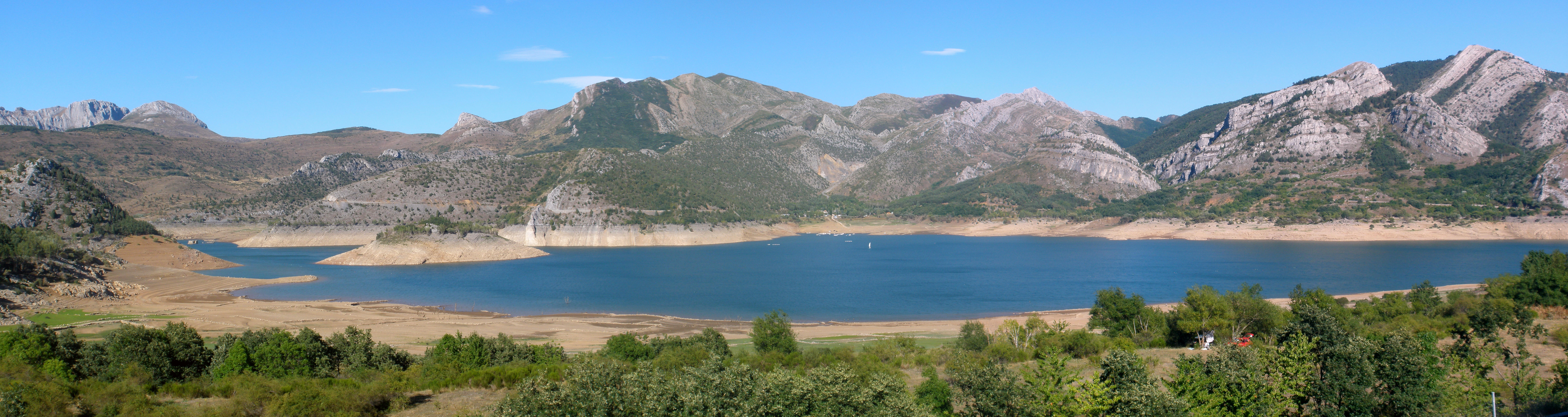
L'Embassament de Barrios de Luna des del mirador de l'autopista AP-66.

L'embassament de Barrios de luna és un embassament situat a la comarca lleonesa de Luna, a Espanya. Pren el seu nom del poble que se situa als peus del mur de contenció: Barrios de Luna.
Va ser inaugurat en 1956 per a poder establir zones de regadiu en la zona del Páramo Leonés i la comarca de l'Órbigo. Les aigües del Luna, s'uneixen amb el riu Omaña per passar a denominar-se des d'aquest moment riu Órbigo.
Compta amb una presa de vuitanta metres d'altura creada aprofitant una estretor del terreny que genera un volum de més de 300 milions de metres cúbics d'aigua, que serveixen per al regadiu d'unes 50.000 hectàrees de blat de moro, remolatxa i llúpol, principalment.
L'embassament és creuat per l'autopista AP-66 en direcció a Astúries, per això s'hi ha construït un pont atirantat anomenat Enginyer Carlos Fernández Casado, que és actualment el de major llum d'Espanya.